# Neunkirchen (Saar-vidék)
Neunkirchen település Németországban, azon belül Saar-vidék tartományban. Lakosainak száma 47 097 fő (2023. december 31.).

## Népesség
A település népességének változása:
| Lakosok száma | 39 348 | 37 250 | 41 961 | 54 992 | 45 794 | 46 816 | 46 767 | 46 098 | 46 882 | 47 097 |
|               | 1939   | 1946   | 1973   | 1975   | 2014   | 2016   | 2017   | 2021   | 2022   | 2023   |